# 交-Majiware-
『交-Majiware-』は、日本の女性アイドルグループしず風&絆〜KIZUNA〜の初のミニアルバム。2013年11月6日にT-Palette Recordsから発売。

## 概要
アイドルとロックの融合をコンセプトに新ジャンル「I Rock」を提唱している集大成となる作品。
JUN SKY WALKER(S)の「歩いていこう」、CRACK THE MARIANの「GROWING UP」、LAUGHIN' NOSEの「GET THE GLORY」のカヴァー曲や大阪のスカコア・バンドGELUGUGUが演奏に参加するなどグループの新たな展開を目指したミニアルバム。初回限定版にはメンバーの生写真が封入されている。

## 収録曲
1. 交-Majiwari-
作詞：水百花、作曲：鈴木新、編曲：正垣和則
ギター：WEEAST、ベース・マニピュレート：Tazu
2. GET THE GLORY
作詞・作曲：CHARMY＆PON、編曲：正垣和則
ギター：正垣和則、ベース・マニピュレート：Tazu
3. しず風にのって
作詞・作曲：BANANA ICE、編曲：THE GELUGUGU・正垣和則
4. つくしん暴
作詞：水百花、作曲・編曲：正垣和則
ギター：正垣和則、ベース：Tazu、ドラム:東條広樹
5. GROWING UP
作詞、花月、作曲：TAICHIRO、編曲：正垣和則
ギター：岩佐健矢、ピアノ：三村真吾、ベース・マニピュレート：Tazu
6. チェッカーフラッグをとめろ
作詞：水百花、作曲：正垣和則、編曲：山下智輝
7. 歩いていこう(JUN SKY WALKER(S)のカバー曲)
作詞：Kazya/Junta、作曲：Junta、編曲：正垣和則・WEEAST
ギター：正垣和則、ベース・マニピュレート：Tazu
8. PINKのロケット☆彡
作詞：水百花、作曲：鈴木新、編曲：正垣和則
ギター：正垣和則、ベース・マニピュレート：Tazu